# Епос

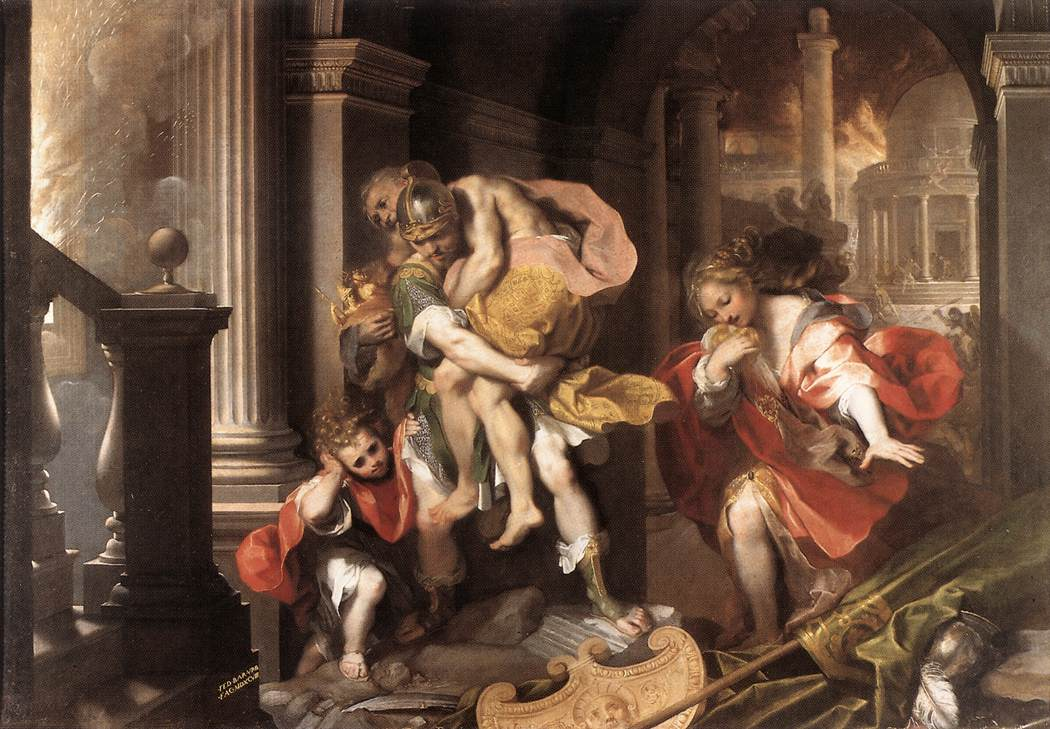
Втеча Енея з Трої. Еней несе свого старого батька Анхіса. Картина Федеріко Бароччі за мотивами поеми «Енеїда».

Е́пос (дав.-гр. ἔπος — «слово», «оповідання») — літературний рід (нарівні з лірикою і драмою), що розповідає про події, які нібито відбувалися у минулому (немов здійснювалися насправді і згадуються оповідачем).

## Історія
Епос охоплює буття в його пластичній об'ємності, просторово-часовій довжині і подійовій насиченості (сюжетність). Виникає у фольклорі (казка, епопея, історико-героїчні пісні, билина). Епос — це ще і епічна поезія. Джерело її сюжету — народний переказ, образи ідеалізовані й узагальнені, мова відбиває відносно монолітну народну свідомість, форма віршована («Іліада» Гомера, «Енеїда» Вергілія). До 18 століття епос був головним жанром літератури.
У 18—19 столітті головним жанром стає роман. Сюжети запозичаються переважно із сучасності, образи індивідуалізуються, мова відбиває різко диференційовану багатомовну суспільну свідомість, форма прозаїчна.
Стародавні жанри епосу — повість, оповідання, новела. Прагнучи до повного відображення життя, епічні твори тяжіють до об'єднання в цикли. На основі цієї ж тенденції складається роман-епопея.

## Етимологія
Слово походить від давньогрецького ἔπος (epos), "слово, історія, поема".

## Форма
Багато віршованих форм використовувались у епічних віршах протягом століть, але література кожної мови, як правило, тяжіє до однієї форми, або принаймні до дуже обмеженого набору. Давні шумерські епічні поеми не використовували жодного роду поетичних метрів, а рядки не мали послідовної довжини; натомість шумерські вірші виводили свій ритм виключно шляхом постійного повторення, з витонченими різновидами між рядками. Індоєвропейська епічна поезія, навпаки, зазвичай робить великий акцент на важливості послідовності ліній та поетичного метра. Давньогрецькі та латинські вірші були написані дактильним гекзаметром. Староанглійські, німецькі та скандинавські вірші писалися в алітераційних віршах, зазвичай без рими. Італійські, іспанські та португальські довгі вірші зазвичай писалися в терцині або особливій в октавній римі. Починаючи з 14 століття англійські епічні вірші були написані в героїчних куплетах та королівській римі, хоча в 16 столітті також були введені Спенсерова строфа та Білий вірш. Французька александрія в даний час є героїчною лінією у французькій літературі, хоча в більш ранні періоди десятискладовість мала перевагу. У польській літературі переважають куплети польської александрії (складові рядки 7 + 6 складів). У російській мові найпопулярніший вірш ямбічного тетраметра. У сербській поезії десятискладовість - це єдина форма, яка використовується.

## Усні епоси
Перші епоси були витвором долітературних суспільств та поетичних традицій усної історії. Усна традиція використовувалася разом із письмовими писаннями для спілкування та сприяння поширенню культури. У цих традиціях поезія передається слухачам і від виконавця до виконавця суто усними засобами. На початку XX століття вивчення живих усних епічних традицій на Балканах Мільманом Перрі та Альбертом Лордом продемонструвало сурядну модель, використану для створення цих віршів. Вони продемонстрували, що усні епоси, як правило, будуються з коротких епізодів, кожен певного статусу, інтересів та важливості. Це полегшує запам'ятовування, оскільки поет згадує кожен епізод по черзі і використовує завершені епізоди, щоб відтворити весь епос під час його виконання. Паррі і Лорд також стверджують, що найбільш імовірним джерелом для письмових текстів Гомерівського епосу було диктантом із усного виступу.
Мільман Перрі та Альберт Лорд стверджували, що гомерівські епоси, найдавніші твори західної літератури, були принципово усною поетичною формою. Ці твори становлять основу епічного жанру в західній літературі. Майже весь західний епос (включаючи "Енеїду" Вергілія та "Божественну комедію" Данте) свідомо представляє себе як продовжувач традиції, започаткованої цими поемами. Класична епічна поезія використовує метр, який називається дактилічним гекзаметром і переказує подорож, або фізичну (що є типовим для Одіссея в "Одіссеї"), або психічну (що є типовим для Ахіла в «Іліаді») або й те й інше. Епоси також мають тенденцію висвітлювати культурні норми та визначати або ставити під сумнів культурні цінності, особливо якщо вони стосуються героїзму.

## Композиція та звичаї
У своїй праці «Поетика» Арістотель визначає епос як одну з форм поезії, протиставлену ліриці та драмі у формі трагедії та комедії.
Спроба окреслити десять основних характеристик епосу:
1. Починається     з "середини діла".
2. Оточення величезне, охоплює багато народів, світу чи Всесвіту.
3. Починається зі звернення до музи (епічне звернення).
4. Починається з постановки теми.
5. Включає використання епітетів.
6. Містить довгі списки, які називаються епічним каталогом.
7. Характеризується довгими та офіційними виступами (промовами).
8. .Показує як божественне втручається у справи людини.
9. Особливість героїв, які втілюють цінності цивілізації.
10. Часто зображується трагічний герой,який спускається у підземний світ чи пекло.

Герой, як правило, бере участь у циклічній мандрівці чи квесті, стикається з супротивниками, які намагаються перемогти його у своїй подорожі та повертається додому. Епічний герой ілюструє певні риси, здійснює вчинки та ілюструє певну мораль, яку цінує суспільство, з якого походить епос. Багато епічних героїв є повторюваними персонажами в легендах рідної культури.

## Види епосу
- епопея,
- поема,
- роман,
- великий поетичний епос,
- ліроепічна проза.

### Епічна поема
Епі́чна поема — один із різновидів поеми, в якій порушуються важливі проблеми минулого, сучасного і майбутнього. Поема  розгортається на основі певних подій, має сюжет і чітко виражені характеристики. Більшість літературознавців розглядає її як власне епопею, якій найбільш чітко, на їх думку, протиставляє себе, починаючи з першої половини XIX століття, романтична поема байронівського зразка, яку найчастіше визначають як ліро-епічну.